# Richard Gayer
Richard Gayer (* vor 1950) ist ein britischer Filmregisseur, Filmproduzent und Drehbuchautor, der 1974 für einen Oscar nominiert war.

## Biografie
Mit den 1960 und 1969 von der British Schools Exploring Society produzierten Filmen Arctic Journey trat Gayer erstmals in Erscheinung. 
Mit seinem Film Clockmaker, einem Kurzfilm von 1971, machte Gayer erstmals auf sich aufmerksam, er schrieb das Drehbuch, übernahm die Regie und trat auch als Produzent auf. Im Film wirft er einen Blick auf Martin Burgess (1931–2022), einen englischen Meisteruhrmacher, der vor allem durch die Konstruktion von monumentalen Räderuhren bekannt wurde. Dieser Film brachte Gayer eine Oscarnominierung in der Kategorie „Bester Kurzfilm“ ein. Er konnte sich jedoch nicht gegen Allan Miller und William Fertik und ihren Film The Bolero durchsetzen, der die Vorbereitungen zeigt, die die Musiker des Los Angeles Philharmonic Orchestra für die Vorführung von Ravels Boléro treffen.
In den Jahren 1976 wirkte Gayer an zwei weiteren wenig bekannten Filmen mit. Mit der Dokumentation The Alternative Miss World, einer gefilmten Aufzeichnung des Schönheitswettbewerbs „Alternative Miss World von 1978“, der in einem Zirkuszelt in der unterirdischen Station der Clapham Common im Süden von London abgehalten wird, trat Gayer 1980 noch einmal in Erscheinung und ein weiteres Mal 1987 mit dem Fernsehfilm Hot Wheels ’n’ Big Deals, einen Film über Skateboarder in London, der mit Rockmusik unterlegt ist. Richard Gayers Ausbildung sowie sein weiterer Werdegang ist nicht bekannt.

## Filmografie (Auswahl)
- 1960: Arctic Journey (Dokumentarfilm; Regie)
- 1969: Arctic Journey (Regie)
- 1971: Clockmaker (Kurzfilm; Drehbuch, Regie und Produzent)
- 1976: Stockcar Breeder and Pig Racer (Produzent)
- 1976: Revolutions in Fast Circles (Sportfilm; Regie)
- 1980: The Alternative Miss World (Dokumentation; Regie und Produzent)
- 1987: Hot Wheels ’n’ Big Deals (Fernsehfilm; Regie) Film über Londoner Skateboarder mit Rockmusik Soundtrack

## Auszeichnungen
- Oscarverleihung 1974: Oscarnominierung für und mit Clockmaker in der Kategorie „Bester Kurzfilm“